# Notre agent à Salzbourg
Pour plus de détails, voir Fiche technique et Distribution.
Notre agent à Salzbourg (The Salzburg Connection) est un film d'espionnage américain réalisé par Lee H. Katzin et sorti en 1972, basé sur un roman de Helen MacInnes.

## Synopsis
En 1971, le photographe britannique Richard Bryant (Patrick Jordan) plonge dans un profond lac de montagne, le "Finstersee", et récupère un lourd coffre. Peu de temps après, deux locaux l'affrontent, exigeant de savoir où il a mis le coffre. Lorsque Bryant refuse de répondre, le plus jeune le frappe, faisant tomber Bryant qui se cogne la tête contre un rocher.
L'avocat américain William "Bill" Mathison (Barry Newman) est en vacances en Europe, et visite le magasin de photos de Bryant à Salzbourg pour poser des questions sur un livre de photographies des lacs de montagne autrichiens. Il agit au nom de l'éditeur James Newhart (Whit Bissell). L'épouse autrichienne de Bryant, Anna (Anna Karina), remet à Bill la correspondance d'un certain Eric Yates, représentant de Newhart à Zurich, y compris un chèque contresigné pour le livre illustré. Durant cette visite, le frère d'Anna, Johann Kronsteiner (Klaus Maria Brandauer), reçoit un appel de Felix Zauner (Wolfgang Preiss), un ami de la famille, qui lui apprend que Bryant a été victime d'un accident mortel. Johann va identifier le corps dans une auberge près du Finstersee. Le propriétaire de l'auberge, Grell (Helmut Schmid), est l'aîné des hommes qui avaient auparavant affronté Bryant.
Non loin du magasin de photo, Mathison s'aperçoit qu'il est suivi par deux hommes. Pour les perdre, il prend une calèche et se fait conduire à travers la ville. Après avoir échappé à la première filature, il commence à être également suivi par un homme costaud avec une moustache (Raoul Retzer). Bill participe à une visite de la forteresse de Hohensalzburg, constate qu'il est suivi, mais perd l'homme. En admirant la vue depuis la forteresse, Bill rencontre une jeune américaine, Elissa Lang (Karen Jensen). Ils entament une conversation, et Mathison invite Elissa à prendre un verre dans son hôtel de Salzbourg. Il s'avère qu'elle travaille pour Zauner, qui fait partie des services secrets autrichiens ; elle transmet également des informations à l'agent du KGB Lev Benedescu (Mischa Hausserman), travaillant également pour les Russes en tant qu'agent double.
Pendant que Johann se rend au Finstersee, Bill reçoit la visite d'Anna, qui lui apprend la mort de son mari. Anna est fermement convaincue que son mari a été assassiné. Elle demande donc à Bill si Yates est impliqué dans cette affaire ; il lui explique que Yates est également mort mystérieusement. Anna révèle que son mari et Yates avaient autrefois travaillé pour les services secrets britanniques. Mais Anna n'avait jamais fait confiance à Yates. Elle confie à Bill sa conviction que son mari était peut-être à nouveau impliqué dans une affaire d'espionnage.
Bill ramène Anna chez elle ; Elissa pendant ce temps s'introduit dans le magasin de photos, et vole celles prises à Finstersee, ainsi que la correspondance avec Yates. Bill et Anna arrivent au magasin et découvrent que quelqu'un est à l'intérieur. Elissa s'enfuit sans être reconnue, mais est poursuivie par Bill. Dans une ruelle latérale, Elissa affronte un inconnu, qu'elle maîtrise et tue. Bill et Anna découvrent le mort, Anna reconnaissant Bernard Dietrich, l'adjoint de Zauner. À Finstersee, où Johann cherche le coffre manquant, il est suivi par deux néo-nazis, l'un d'eux étant Anton (Udo Kier), le meurtrier de Richard Bryant. Johann découvre le coffre à l'orée de la forêt et parvient à échapper aux deux hommes. Puis il disparaît et cache le coffre chez sa petite amie Trudi Seidl (Elisabeth Felchner).
Bill conduit Anna désemparée à son hôtel, où il lui prend une chambre, car elle ne serait probablement plus en sécurité chez elle. Son frère Johann lui rend visite le lendemain matin, lui disant qu'il avait trouvé et caché le coffre. Il lui rapporte également qu'un Israélien est venu le voir et lui a proposé d'acheter le coffre de Bryant : de toute évidence, son contenu doit être précieux. Anna rappelle à son frère que Bryant et Dietrich sont morts à cause de ce coffre, et qu'il valait mieux le donner au néo-nazi Grell, ou le détruire.
Le même jour, Bill rencontre l'agent de la CIA Chuck (Joe Maross), qui l'a contacté via Newhart. Sur le chemin de leur rencontre, Mathison est à nouveau suivi de l'homme moustachu, qui est abattu sur un télésiège par un assassin (Bert Fortell), sur ordre de Chuck. Selon ce dernier, le mort était un espion polonais travaillant pour les Chinois. Il explique à Bill que la CIA a travaillé avec Yates, un autre agent double. Il apparaît peu à peu que le mystérieux coffre contient des documents répertoriant d'anciens nazis toujours actifs, infiltrés en Occident ou utilisés par les services de renseignement occidentaux. Les Russes ont récemment découvert un coffre similaire en Tchécoslovaquie, et ont déjà les listes. Bill ne comprend pas pourquoi la CIA est si désespérée d'acquérir les documents ; Chuck lui explique que plusieurs Allemands nommés dans ces listes travaillent dans des postes scientifiques importants pour les États-Unis. Ils sont désormais vulnérables au chantage des Soviétiques, et il est vital que la CIA connaisse leur identité. Dans l'après-midi, Johann rentre chez lui, où l'attendent les deux néo-nazis qu'il a rencontrés au bord du lac. Ils le maîtrisent et le kidnappent. Au magasin de photos, Anna reçoit un appel téléphonique de Trudi, qui lui dit que Johann n'est pas venu à son rendez-vous avec elle.
Bill conduit Anna à l'enterrement de son mari et attend à l'entrée du cimetière. Deux hommes attrapent Anna et la traînent dans une voiture, qui quitte rapidement les lieux. Bill s'en rend compte, et suit la voiture vers la ville. Il arrive à se placer devant le véhicule, le ralentissant et provoquant suffisamment de chaos dans la circulation pour que la police autrichienne intervienne. Anna est secourue et les hommes arrêtés. Pendant ce temps, les néo-nazis commencent à torturer Johann. Ils veulent savoir où il a caché le coffre. Elissa de son côté rencontre l'agent soviétique Benedescu, qui est déçu qu'elle ne se soit pas déjà débarrassé de Bill. Benedescu remet à Elissa une bombe avec un minuteur de 10 minutes. Dès qu'elle aura vérifié que le coffre est authentique, elle doit utiliser la bombe pour le détruire ainsi que son contenu une fois pour toutes : les Russes ne veulent pas que quelqu'un d'autre accède aux listes.
Anna et Bill, qui s'inquiètent pour Johann, veulent rencontrer Trudi dans la soirée, mais croisent le véhicule de Zauner sur la route. Ils le trouvent dans sa boutique, où il leur dit comment trouver Trudi. Puis Elissa apparaît brusquement : Bill sent instinctivement le danger et sort avec Anna du magasin. Zauner sait qu'Elissa est responsable de la mort de son collègue Dietrich, et il lui fait comprendre que les services secrets autrichiens sont au courant de son activité d'agent double. Elissa assure à Zauner qu'elle veut seulement détruire le coffre, ce qui semble lui convenir. Elissa se rend à l'auberge où elle rencontre un groupe de néo-nazis, dirigé par Grell, et leur fait comprendre qu'elle cherche aussi désespérément à mettre la main sur Johann afin de découvrir l'emplacement du coffre. Grell passe alors un bref appel téléphonique au kidnappeur de Johann, Anton. Elissa se fait passer pour Anna au téléphone et tente de convaincre Johann, déjà épuisé, de remettre le coffre, pour protéger la vie de Trudi. Johann communique l'emplacement de la boîte, mais parvient également à révéler où il est détenu.
Au même moment, Chuck monte dans la voiture de Bill et tous trois partent voir Trudi, qui leur remet le coffre tant convoité. Ils sont sur le point de partir quand Elissa et les néo-nazis arrivent, suivis de près par Felix Zauner. Zauner et Mathison interrogent Grell, dont les hommes de main ont mystérieusement disparu, tandis qu'Elissa attache sa bombe à la poitrine sans se faire remarquer. Mais l'explosion survient plus tôt que prévu (comme prévu par Benedescu) et tue Elissa. Chuck emmène Grell en garde à vue et Zauner dit à Bill qu'il sait où Johann est détenu. Sur le chemin, Bill avoue que lui et Chuck avaient échangé le coffre contre un double. Zauner, à son tour, explique pourquoi il était si personnellement intéressé à mettre la main sur la découverte du Finstersee : son nom figure sur l'une des listes... Il avait autrefois servi d'informateur nazi pour sauver sa femme de la déportation vers un camp de concentration pendant la Seconde Guerre mondiale, et le KGB le faisait chanter depuis ; c'est pour cela qu'il aidait Elissa. Arrivé à la cachette, Zauner tente de négocier pour récupérer Johann sans effusion de sang, mais Anton le tue. Bill désarme les néo-nazis sous la menace d'une arme, et sauve Johann.
Peu de temps après, Bill et Anna quittent Salzbourg ensemble, au volant de la Porsche de Zauner.

## Fiche technique
- Réalisation : Lee H. Katzin
- Scénario : Edward Anhalt, Oscar Millard, d'après le roman The Salzburg Connection de Helen MacInnes
- Production : Twentieth Century Fox Film Corporation
- Photographie : Wolfgang Treu
- Costumes : Lambert Hofer
- Musique : Bronislau Kaper
- Montage : John Woodcock
- Durée : 90 minutes
- Dates de sortie: 
  - États-Unis : août 1972

## Distribution
- Barry Newman : Bill Mathison
- Anna Karina : Anna Bryant
- Klaus Maria Brandauer : Johann Kronsteiner
- Karen Jensen : Elissa Lang
- Joe Maross : Chuck
- Wolfgang Preiss : Felix Zauner
- Helmut Schmid : Grell
- Udo Kier : Anton
- Mischa Hausserman : Lev Benedescu
- Whit Bissell : Newhart
- Raoul Retzer : l'homme costaud